# 1649
Évszázadok: 16. század – 17. század – 18. század
Évtizedek: 1590-es évek – 1600-as évek – 1610-es évek – 1620-as évek – 1630-as évek – 1640-es évek – 1650-es évek – 1660-as évek – 1670-es évek – 1680-as évek – 1690-es évek
Évek: 1644 – 1645 – 1646 – 1647 –  1648 – 1649 – 1650 – 1651 – 1652 – 1653 – 1654

## Események

### Határozott dátumú események
- január 20. – A hadsereg követelésére bíróság elé állítják I. Károly angol királyt a Westminster Hallban.[1]
- január 30. – Hazaárulás vádjával a londoni Whitehall-palota díszebédlője előtt lefejezik I. Károly angol királyt.[2]
- március 17. – Angliában a parlament eltörli a monarchiát.[3]
- március 24. – Pálffy Pált nádorrá választják.[4]
- július 10. – Bohdan Hmelnickij vezette kozák-tatár-török seregek ostrom alá veszik a lengyelek védte Zbarazt, amit augusztusban II. János Kázmér több mint tízszer kisebb serege megkísérel majd felmenteni.
- augusztus 15. – Oliver Cromwell bevonul Dublinba.[5]

### Határozatlan dátumú események
- az év folyamán – A harmincéves háború befejezésével fölöslegessé vált császári zsoldosokat telepítenek a magyarországi végvárakba.[6]

## Az év témái

### 1649 a jogalkotásban
- január 30. – Angliában életbe lép a I. Károly angol király fiának trónöröklését kizáró törvény

## Születések
- február 2. – XIII. Benedek pápa († 1730)[7]
- március 12. – Koháry II. István országbíró, hadvezér, politikus, költő († 1731)
- március 20. vagy 21. – Zrínyi Ilona grófnő († 1703) – NB. Sírfeliratának hibás életkori adata alapján sokáig 1643-ra tették születését, de legújabban nagyapjának horvát nyelvű naplója alapján sikerült tisztázni a helyes időpontot, bár a napi dátum számítása kissé bizonytalan, mert a napló március 23-i bejegyzése szerint a születés "két éjszakával ezelőtt" történt, s ez 20-ára és 21-ére is értelmezhető.
- május 10. – Pápai Páriz Ferenc az orvoslás és a filozófia doktora, latin-magyar szótár, protestáns egyháztörténet és az első nyomtatott magyar nyelvű orvosi könyv írója († 1716)
- július 22. – XI. Kelemen pápa (Giovanni Francesco Albani) († 1721)[8]

## Halálozások
- augusztus 31. – Michael Kern német szobrász (* 1580)
- november 11. – Jaroslav Bořita z Martinic osztrák politikus, államférfi (* 1582)